# Леб'яже (Каменський міський округ)
Леб'я́же (рос. Лебяжье) — селище у складі Каменського міського округу Свердловської області.
Населення — 132 особи (2010, 171 у 2002).
Національний склад станом на 2002 рік: росіяни — 94 %.